# Villé
 Villé (en alsacià Willer) és un municipi francès, situat a la regió del Gran Est, al departament del Baix Rin. L'any 1999 tenia 1.743 habitants.
Forma part del cantó de Mutzig, del districte de Sélestat-Erstein i de la Comunitat de comunes de la Vall de Villé.

## Demografia
| 1962  | 1968  | 1975  | 1982  | 1990  | 1999  |
| ----- | ----- | ----- | ----- | ----- | ----- |
| 1.326 | 1.422 | 1.530 | 1.616 | 1.550 | 1.743 |

## Administració
| Període   | Identitat       | Partit |
| --------- | --------------- | ------ |
| 1965-1971 | Paul Bastien    |        |
| 1971-1989 | Lucien Herrbach |        |
| 1989-2001 | Jean-Marie Watt |        |
| 2001-     | André Frantz    |        |